# Petit Psittirostre
 (mai 2025).
Si vous disposez d'ouvrages ou d'articles de référence ou si vous connaissez des sites web de qualité traitant du thème abordé ici, merci de compléter l'article en donnant les références utiles à sa vérifiabilité et en les liant à la section « Notes et références ».
Rhodacanthis flaviceps
Espèce
Statut de conservation UICN

 EX  : Éteint
Le Petit Psittirostre (Rhodacanthis flaviceps) ou Psittirostre petit koa est une espèce de passereau disparue qui n'est connue que par sa découverte par le récolteur Henry Palmer qui recherchait des oiseaux pour le compte de Lionel Walter Rothschild (1868-1937).

## Taxonomie
Munro collecta un exemplaire de cette espèce, le 30 septembre 1891, à Puu Lehua dans le district de Kona dans l’ouest d’Hawaï. En octobre 1891, Palmer préleva six spécimens pour le compte de Rothschild dans le même secteur. Depuis cette date, ni Perkins en 1893, ni Henshaw les années suivantes, ne purent en trouver un seul. Il ne reste de cette espèce que huit spécimens en collection dans les musées. Pratt (2002b) signale qu’il a entendu parler d’observations de « psittirostres petits koas » de la part d’ornithologues en herbe et, dans tous ces cas, il pense à une confusion avec le roselin du Mexique Carpodacus mexicanus en phase jaune et le sicale bouton-d’or Sicalis flaveola, tous deux introduits et abondants dans le secteur de Kona.

## Habitat et distribution
Le psittirostre petit koa était associé aux forêts et aux boisements d’acacias koas Acacia koa qu’il partageait avec le grand koa (Pratt 2005). Pratt (2005) a représenté un couple sur des rameaux en fleurs de Dodonaea viscosa, sapindacée.

## Écologie et comportement

### Alimentation
Selon Munro (1960), le psittirostre petit koa, comme le grand koa, se nourrissait principalement de graines d’acacia koa et, peut-être aussi, de celles de Dodonaea viscosa. 

### Mœurs
On sait que les psittirostres grand koa et petit koa fréquentaient ensemble les acacias koas mais on ignore s’il y avait des interactions entre les deux espèces (Pratt 2005). 

## Extinction
L’espèce est éteinte car elle n’a pas été revue depuis 1891. Elle devait déjà être rare lors de sa découverte. Les causes de sa disparition ne sont pas dûment connues mais, comme pour le psittirostre grand koa, la dégradation de son habitat et l’introduction de la malaria aviaire semblent bien à l’origine de son extinction (BirdLife International 2015). Des spécimens se trouvent dans les muséums de Londres, Cambridge, New York, Philadelphie et Berlin (Hume & Walters 2012). Le muséum de New York détient les six spécimens (deux mâles et quatre femelles) collectés par Palmer dont le mâle, type de l’espèce, capturé le 1er octobre 1891 (P. Sweet in litt. Ottaviani 2020).